# Dó sustenido

Dó sustenido (Dó♯ na notação europeia e C♯ na americana) é uma nota musical um semitom acima de dó e uma abaixo de ré. É, pois, enarmônica das notas si dobrado sustenido e ré bemol.

## Altura
No temperamento igual, o dó sustenido que fica logo acima do dó central do piano (C♯4) tem a freqüência aproximada de 278 Hz. Tem dois enarmônicos, B♯♯ e D♭.